# 로톤다

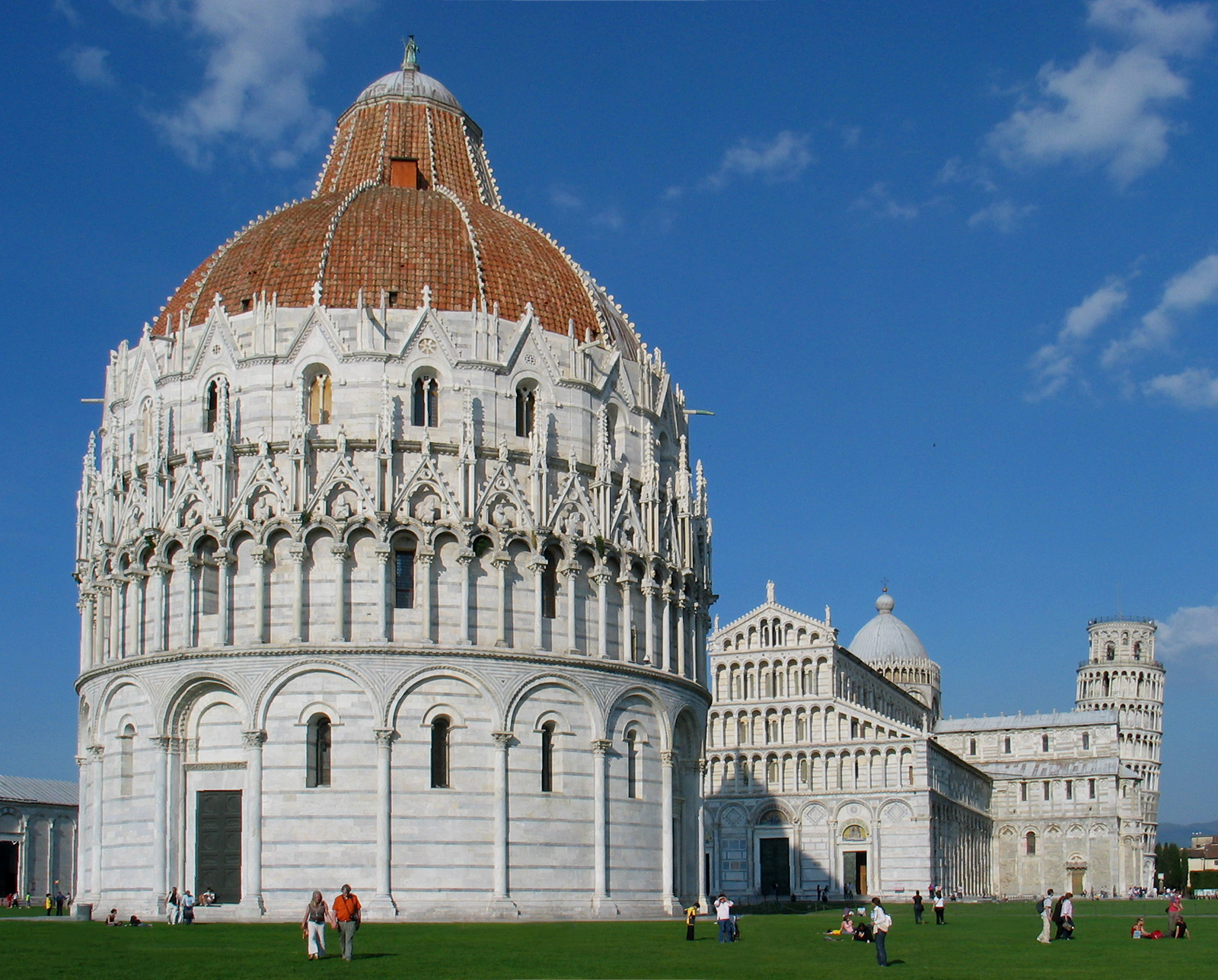
로톤다의 예인 이탈리아 피사의 산 조반니 세례당

로톤다(이탈리아어: Rotonda), 로턴다(영어: Rotunda)는 원형의 건물을 말하며, 일반적으로 상부는 돔 형태로 되어 있다. 원형 건물이나 원형 홀 등으로 번역되기도 한다.
라틴어로 원형을 의미하는 로툰두스(rotundus)에서 파생된 것으로, 유럽 각 언어로 로톤드(프랑스어: rotonde), 로툰데(독일어: rotunde)라고도 불린다.

## 개요
로톤다는 중세 중부 유럽에서 특히 건설되었다. 중부 유럽에서는 9세기부터 11세기에 걸쳐 다수의 교구 교회가 건설되었다. 그 당시의 로톤다 형태의 교회는 헝가리, 보헤미아, 폴란드, 크로아티아, 오스트리아, 바이에른, 독일, 체코 등 다수 현존한다.